# Fascellina curtaca
Fascellina curtaca är en fjärilsart som beskrevs av Swinhoe 1893. Fascellina curtaca ingår i släktet Fascellina och familjen mätare. Inga underarter finns listade i Catalogue of Life.